# Das Kriminalmuseum
Das Kriminalmuseum (titolo alternativo: Das Kriminalmuseum erzählt, ovvero "Il museo del crimine racconta") è una serie televisiva tedesca di genere poliziesco,  prodotta dal 1963 al 1970 da Intertel per ZDF. Tra gli interpreti principali dei vari episodi, figurano, tra gli altri, Walter Sedlmayr, Heini Göbel, Hans Kern, Johannes Buzalsk, Kurt Bülau, ecc., con Reinhard Glemnitz nel ruolo del narratore.
La serie consta di 41 episodi, della durata di 60-75 minuti ciascuno. Il primo episodio, intitolato Fünf Fotos,  fu trasmesso in prima visione dalla ZDF il 4 aprile 1963; l'ultimo, intitolato Wer klingelt schon zur Fernsehzeit, fu trasmesso in prima visione il 7 agosto 1970.

## Descrizione
Gli episodi della serie, non legati tra loro, vertono su casi polizieschi, che vedono protagonisti vari commissari.